# NGC 3398
NGC 3398 је спирална галаксија у сазвежђу Велики медвед која се налази на NGC листи објеката дубоког неба.
Деклинација објекта је + 55° 23' 28" а ректасцензија 10h 51m 31,2s. Привидна величина (магнитуда) објекта NGC 3398 износи 13,6 а фотографска магнитуда 14,5. NGC 3398 је још познат и под ознакама IC 644, UGC 5954, MCG 9-18-38, CGCG 267-18, PGC 32564.